# Jezerski
Jezerski (en cyrillique : Језерски) est une localité de Bosnie-Herzégovine. Elle est située dans la municipalité de Bosanska Krupa, dans le canton d'Una-Sana et dans la fédération de Bosnie-et-Herzégovine. Selon les premiers résultats du recensement bosnien de 2013, elle compte 3 734 habitants.

## Histoire
La forteresse de Jezerski remonte au XIIIe siècle et a été agrandie à l'époque ottomane ; elle abrite une mosquée du XIXe siècle ; aujourd'hui ruinée, la forteresse est inscrite sur la liste des monuments nationaux de Bosnie-Herzégovine.

## Démographie

### Évolution historique de la population
| 1948 | 1953 | 1961  | 1971  | 1981  | 1991  | 2013  |
| ---- | ---- | ----- | ----- | ----- | ----- | ----- |
| -    | -    | 1 988 | 2 411 | 3 002 | 3 322 | 3 734 |

|  |